# Лекари, линия на живота
Лекари, линия на живота (на испански: Médicos, línea de vida) е мексиканска теленовела, създадена от Хосе Алберто Кастро, Ванеса Варела и Фернандо Гарсилита, режисирана от Ана Лорена Перес Риос и Сантяго Барбоса и продуцирана от Хосе Алберто Кастро за Телевиса през 2019 г. В основата на сюжета са различните медицински случаи.
В главните роли са Ливия Брито, Даниел Аренас и Родолфо Салас, а в отрицателните – Родриго Мурай и Ерика де ла Роса, специално участие вземат Гретел Валдес, Карлос де ла Мота, Исабел Бур, Федерико Айос, Скарлет Грубер, Маурисио Енао и първият актьор Хосе Елиас Морено.

## Сюжет
Действието се развива в известната болница за медицински специалности, ръководена от идеалистичния директор Гонсало Олмедо, който осъзнава сложността на управлението на болница от такъв мащаб, затова назначава най-добрите специалисти лекари във всеки от клоновете на медицината.

## Актьори
Част от актьорския състав:
- Ливия Брито – Рехина Виясеньор Хил
- Даниел Аренас – Давид Паредес
- Родолфо Салас – Артуро Молина
- Ерика де ла Роса – Мирея Наваро
- Гретел Валдес – Ана Кабайеро
- Хосе Елиас Морено – Гонсало Олмедо
- Скарлет Грубер – Таня Оливарес
- Карлос де ла Мота – Луис Галван
- Исабел Бур – Синтия Гереро
- Федерико Айос – Рафаел Калдерон
- Родриго Мурай – Рене Кастийо
- Далила Поланко – Лус Гонсалес
- Даниел Товар – Даниел Хуарес
- Мишел Лопес – Диего Мартинес
- Маурисио Енао – Марко Авалос
- Лорена Гарсия – Памела Миранда
- Освалдо де Леон – Серхио Авила
- Марта Хулия – Сандра
- Илиана Фокс – Сусана де Галван
- Марисол дел Олмо – Констанса Мадариага де Кастийо
- Моника Мигел – Доня Инес
- Игнасио Лопес Тарсо – Ектор
- Гилермо Гарсия Канту – Алонсо Вега
- Алтаир Харабо – Виктория Ескаланте
- Хосе Мария Торе – Роберто Морели
- Игнасио Касано – Алексис
- Давид Сепеда – Рикардо Бустаманте

## Премиера
Премиерата на Лекари, линия на живота е на 11 ноември 2019 г. по Las Estrellas. Последният 86. епизод е излъчен на 8 март 2020 г.

## Продукция
Записите на теленовелата започват през август 2019 г. Продукцията ще бъде в същия формат като теленовелата Да обичам без закон, в който героите през цялата история ще участват в случаите, в които се излагат различни медицински теми, като разрешават и проблеми в личния им живот.